# Mistrzostwa Świata w Biegu na Orientację 1968
Mistrzostwa Świata w Biegu na Orientację 1968 – odbyły się w dniach 28–29 sierpnia 1968 roku w Linköping (Szwecja). Zawody odbyły się w dwóch konkurencjach: bieg indywidualny i sztafety.

## Wyniki
| Bieg indywidualny                                                   | Bieg indywidualny | Bieg indywidualny | Bieg indywidualny |
| ------------------------------------------------------------------- | ----------------- | ----------------- | ----------------- |
| Parametry trasy: 14,6 km, 18 punktów kontrolnych, ? m przewyższenia |                   |                   |                   |
| Miejsce                                                             | Kraj              | Imię i nazwisko   | Czas              |
| 1                                                                   | Szwecja           | Karl Johansson    | 1:48:19           |
| 2                                                                   | Szwecja           | Sture Björk       | 1:49:38           |
| 3                                                                   | Norwegia          | Åge Hadler        | 1:50:13           |

| Sztafety                                                              | Sztafety  | Sztafety                                                          | Sztafety |
| --------------------------------------------------------------------- | --------- | ----------------------------------------------------------------- | -------- |
| Parametry tras: 10/8/8/9 km, ? punktów kontrolnych, ? m przewyższenia |           |                                                                   |          |
| Miejsce                                                               | Kraj      | Imię i nazwisko                                                   | Czas     |
| 1                                                                     | Szwecja   | Sture Björk Karl Johansson Sten-Olof Carlström Göran Öhlund       | 4:25:19  |
| 2                                                                     | Finlandia | Rolf Koskinen Veijo Tahvanainen Juhani Salmenkylä Markku Salminen | 4:25:28  |
| 3                                                                     | Norwegia  | Per Fosser Ola Skarholt Stig Berge Åge Hadler                     | 4:42:31  |

| Bieg indywidualny                                                 | Bieg indywidualny | Bieg indywidualny | Bieg indywidualny |
| ----------------------------------------------------------------- | ----------------- | ----------------- | ----------------- |
| Parametry trasy: 7,8 km, 10 punktów kontrolnych,? m przewyższenia |                   |                   |                   |
| Miejsce                                                           | Kraj              | Imię i nazwisko   | Czas              |
| 1                                                                 | Szwecja           | Ulla Lindkvist    | 1:04:55           |
| 2                                                                 | Norwegia          | Ingrid Hadler     | 1:10:35           |
| 3                                                                 | Szwecja           | Kerstin Granstedt | 1:11:27           |

| Sztafety                                                       | Sztafety  | Sztafety                                           | Sztafety |
| -------------------------------------------------------------- | --------- | -------------------------------------------------- | -------- |
| Parametry tras: 6 km, ? punktów kontrolnych, ? m przewyższenia |           |                                                    |          |
| Miejsce                                                        | Kraj      | Imię i nazwisko                                    | Czas     |
| 1                                                              | Norwegia  | Astrid Rödmyr Astrid Hansen Ingrid Hadler          | 3:17:53  |
| 2                                                              | Szwecja   | Gunn-Britt Nyberg Kerstin Granstedt Ulla Lindkvist | 3:18:07  |
| 3                                                              | Finlandia | Pirjo Seppä Tuula Hovi Raila Kerkelä               | 3:22:15  |